# Ann E. Todd
Ann E. Todd (26 de agosto de 1931 – 7 de fevereiro de 2020) foi uma atriz-mirim norte-americana.
Todd nasceu Ann Todd Mayfield, em 26 de agosto de 1931, em Denver. Em 1939, ela fez sua estreia como atriz em Zaza, dirigido por George Cukor. Em uma carreira de mais de 14 anos, ela apareceu em quase quarenta filmes ao lado de estrelas notáveis como Claudette Colbert, Ingrid Bergman, Shirley Temple, James Stewart, Bette Davis, Barbara Stanwyck e Marlene Dietrich.
Devido as semelhanças entre o nome dela e a então já estabelecida atriz britânica Ann Todd, ela acrescentou o inicial "E." em seu nome.
Aposentou-se da carreira artística na Califórnia, e tornou-se uma professora e bibliotecária.
Morreu no dia 7 de fevereiro de 2020, aos 88 anos, em decorrência de complicações da demência.